# Пункт материально-технического обеспечения ВМФ России в Сирии
720-й пункт материально-технического обеспечения ВМФ России — место постоянного присутствия (сооружение, ПМТО) российских военно-морских судов, ранее ВМФ СССР, в Средиземном море, находящееся в городе Тартусе (Сирия) и формирование обеспечения ВМФ России.
Сооружение состоит из нескольких небольших сооружений (направо от № 11 на плане) и изделий — двух плавучих пирсов (см. № 5 на плане) длиной 100 метров каждый (к 2013 году только один находился в исправном состоянии). Согласно российскому законодательству, является единственным зарубежным пунктом материально-технического обеспечения ВМФ России (до 2014 года таким же статусом обладала российская база в АР Крым). Находится ПМТО на территории сирийской военно-морской базы (63-я бригада ВМФ ВС Сирии).
Сокращённое наименование формирования — 720 ПМТО. Начальник 720 ПМТО обеспечения ВМФ ВС России — Андрей Гулак (по состоянию: сентябрь 2015 года).
Охраняют ПМТО ВМФ ВС России два взвода морских пехотинцев.
По мнению британского еженедельника The Economist база имеет большое значение для российской внешней разведки, в том числе электронной.

## История

### 1971—2015 годы
Пункт материально-технического обеспечения ВМФ в Тартусе появился у СССР в 1971 году, в соответствии с двухсторонним соглашением между двумя странами.
Изначально пункт был создан для обеспечения действий советского флота в Средиземноморье, а именно для ремонта кораблей и судов 5‑й оперативной (Средиземноморской) эскадры, их снабжения топливом, водой и расходными материалами.
На Тартус базировался один из дивизионов 9-й бригады судов обеспечения Черноморского флота.

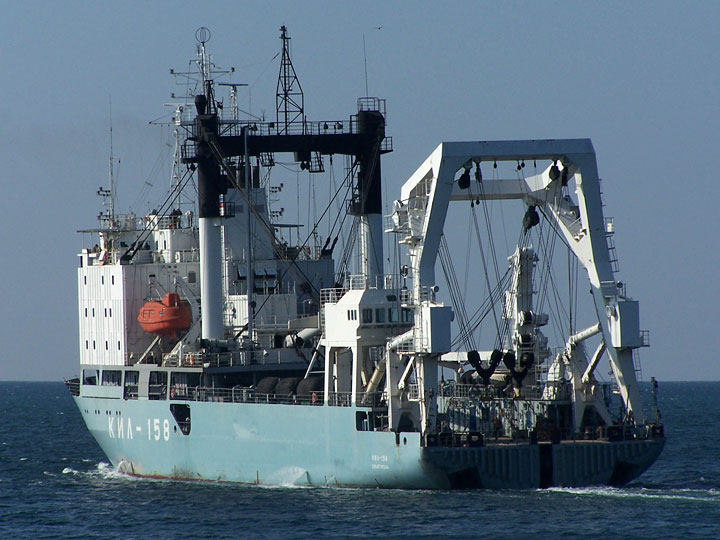
КИЛ-158, 8 октября 2007

В 1998, 2001-2002, 2002-2003 годах на боевых службах в порту Тартус  находилось мощное килекторное судно КИЛ-158 9-й БрМСО ЧФ.
В 1991 году, после распада СССР, 5-я Средиземноморская эскадра прекратила своё существование, но пункт материально-технического обеспечения ВМФ в Сирии остался. В 1991—2007 годах осуществлялись эпизодические походы кораблей ВМФ России в Средиземное море, корабли пользовались пунктом в Тартусе для пополнения запасов топлива и продовольствия.
По состоянию на 2009 год пункт материально-технического обеспечения ВМФ состоял из двух плавучих причалов, плавучей мастерской — ПМ‑61М (один — с 1999 года), административного здания, казармы, двух небольших хранилищ и различных хозяйственных объектов на суше. Только один из двух причалов был годен для эксплуатации. ПМТО ВМФ в Тартусе обслуживал штат из четырёх российских военных моряков.

Тартус на карте Сирии.

В 2010—2012 годах предполагалось осуществить модернизацию причального фронта, после завершения которой ПМТО ВМФ стала бы полноценной военно-морской базой с возможностью базирования тяжёлых кораблей, в том числе крейсеров и авианосцев. База в Тартусе смогла бы обеспечивать всем необходимым корабли, которые будут выполнять задачи защиты гражданского судоходства в районе Африканского Рога от сомалийских пиратов, значительно повышая возможность оперативного использования сил флота ввиду того, что совсем близко от Тартуса находится выход в Красное море через Суэцкий канал. Кроме того, от Тартуса около 6 — 7 дней перехода до Гибралтарского пролива, через который корабли выходят в Атлантический океан, являющийся оперативной зоной Северного и Балтийского флотов. Предполагаемая модернизация не состоялась.
В связи с гражданской войной в Сирии, начавшейся в 2011 году, участились интервью российских корреспондентов, касающиеся базы Тартус. В интервью, в частности, сказано об отсутствии какой-либо модернизации скромного российского участка. Штат сотрудников составляет 4 человека, при этом на начало 2002 года штат составлял около 50 человек.
Ещё в 2010 году в Минобороны России не отказывались от планов иметь в будущем пункты базирования не только в Тартусе, но и на острове Сокотра (Йемен) и в порту Триполи (Ливия). Однако Арабская весна, вызвавшая изменение политической обстановки в этом регионе, поставила эти планы под сомнение.
Представители властей Сирии, где с 2011 года идут боевые действия с вооружённой оппозицией, неоднократно поднимали вопрос о планах России в регионе, в том числе и по отношению к военному сотрудничеству с Сирией, но никаких внятных ответов по данному вопросу им дано не было. Также Россия считала, что в случае свержения Асада прозападный режим, который может прийти ему на смену, закроет базу в Тартусе.

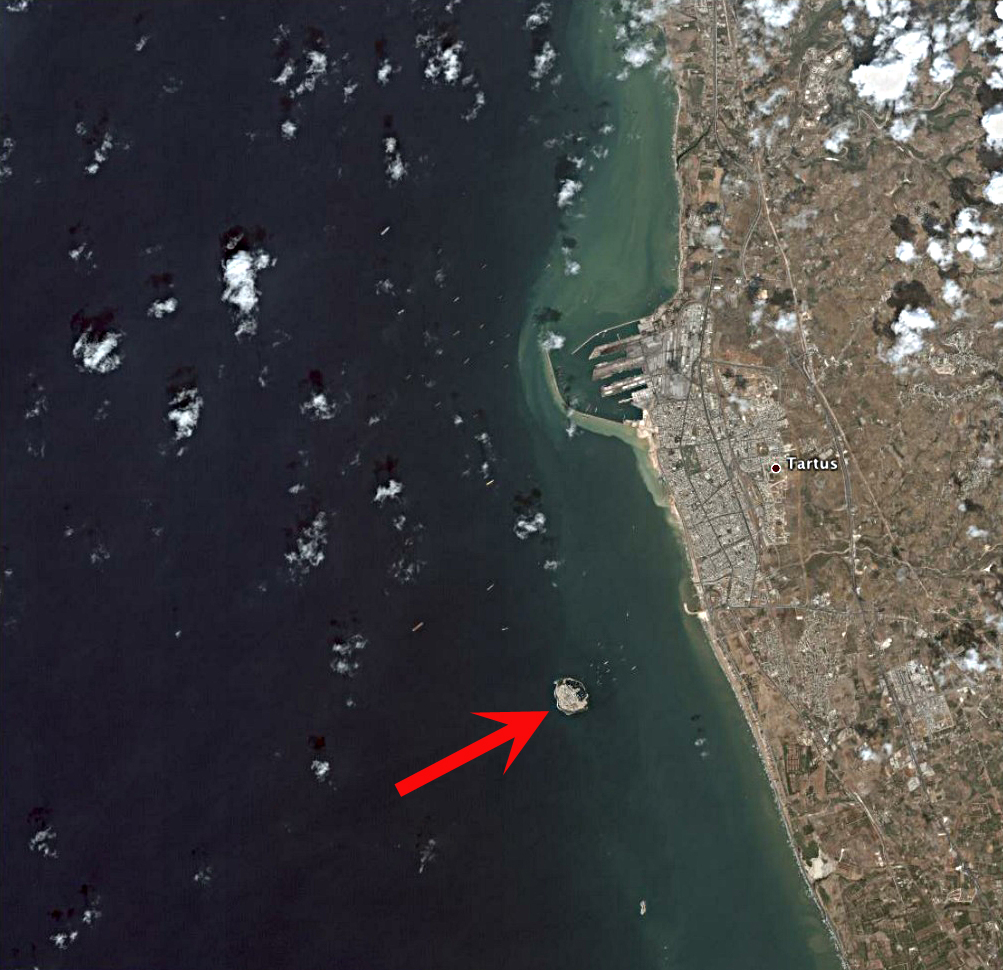
Тартус из космоса. Стрелкой указан остров Арвад.

8 января 2012 года группа российских военных кораблей во главе с тяжёлым авианесущим крейсером «Адмирал Кузнецов» заходила в порт Тартус. Официальная версия — деловой заход и пополнение запасов; представители НАТО сочли этот шаг актом поддержки сирийского руководства.
В начале лета 2013 года было объявлено, что Россия планирует возобновить в 2014 году постоянное военно-морское присутствие в Средиземном море, что могло повлиять на роль 720 ПМТО ВМФ в Тартусе. Однако в июне того же года ряд СМИ опубликовал заявление о том, что Россия вывела весь военный персонал из Тартуса для того, чтобы избежать любых инцидентов с российскими военными, которые могли бы вызвать нежелательный политический резонанс. Согласно заявлению МИД России, пункт в Тартусе не является стратегическим для постоянного оперативного соединения ВМФ России в Средиземном море, так как российские корабли могут пополнять припасы в кипрском порту Лимасол. Министерство обороны России опровергло информацию СМИ на следующий день, подтвердив однако, что на территории базы присутствует лишь гражданский, а не военный персонал.
В сентябре 2013 года Россия восстанавливает своё присутствие в Средиземноморье. Создаётся действующая на постоянной основе Средиземноморская эскадра Военно-Морского Флота Российской Федерации, включающая до 10 кораблей, в том числе боевые суда и суда обеспечения.

### После 2015 года
На 2015 год запланирована реконструкция 720 ПМТО ВМФ в сирийском порту Тартус, после чего он сможет принимать одновременно корабли первого и второго ранга из состава российской средиземноморской группировки. После модернизации инфраструктуры 720 ПМТО ВМФ один из плавучих пирсов будет способен принимать корабль первого ранга (крейсер или эсминец), а второй — сразу два корабля второго ранга (фрегат или большой десантный корабль). 
«ПМТО ВМФ в Тартусе будет не только сохранён, но и значительно обновлён с учётом новой политической ситуации в Сирии и военной обстановки в средиземноморском регионе. Мы планируем со следующего года приступить к обновлению всей инфраструктуры этого пункта. По отдельному согласованию с сирийской стороной будем укреплять все виды защиты этого объекта, включая противовоздушную и противодиверсионную оборону», — сообщил представитель Главного штаба ВМФ.
26 марта 2015 Президент Сирии Башар Асад сообщил:

«Мы приветствуем расширение российского присутствия в Восточном Средиземноморье, особенно у наших берегов и в наших портах». По словам президента Сирии, «что касается российского присутствия в различных регионах мира, в том числе в Восточном Средиземноморье, в сирийском порту Тартус, оно необходимо для поддержания баланса, который был потерян после распада СССР более 20 лет назад». «Для нас чем больше укрепляется присутствие России в нашем регионе, тем более стабильным он становится, поскольку Россия играет очень важную роль в укреплении стабильности во всём мире».

В ответ на прозвучавший призыв президента Сирии Башара Асада к тому, чтобы Россия вернулась в Сирию и в первую очередь, создала полноценную военно-морскую базу в Тартусе, последовал ответ: «Россия пока не будет создавать в сирийском Тартусе полноценную военную базу, так как это может привести к эскалации конфликта в Сирии», — заявил «Интерфаксу» в пятницу глава комитета Совета Федерации по обороне и безопасности Виктор Озеров. «С одной стороны, это для нас выгодно, мы хотели бы вернуться в Тартус, так как это прежде всего хорошие возможности для наших судов. Но, с другой стороны, в той обстановке, которая сложилась в Сирии, это подтолкнет определенные силы, в том числе силы оппозиции, к эскалации напряженности», — сказал Озеров.
26 августа 2015 года в порт Тартус прибыла российская военная делегация для встречи с представителями службы логистики сирийской арабской армии.
Персонал объекта, в начале гражданской войны в Сирии составлявший несколько человек, на сентябрь 2015 года превысил 1700 специалистов.
14 октября 2015 года правительственное информагентство Сирии САНА опубликовало информацию, что после завершения дноуглубительных работ на фарватере и укрепления пирсов сможет принимать крупнотоннажные корабли. Военный источник заявил, что в Тартусе полным ходом ведутся работы по расчистке и углублению фарватера порта. Для этих целей ранее было, в частности, задействовано килекторное судно Черноморского флота КИЛ-158. Активно шли работы по укреплению плавпричалов, обновлялась часть инфраструктуры порта.
В октябре 2016 года Минобороны России начало подготовку документов по созданию в сирийском Тартусе постоянной военно-морской базы. Президент Сирии Башар Асад сказал, что он «приветствует расширение российского присутствия в Восточном Средиземноморье». 23 декабря 2016 года Президент России Владимир Путин подписал Распоряжение о подписании Соглашения между Россией и Сирией о расширении территории пункта обеспечения ВМФ России в районе порта Тартус и заходах военных кораблей России в территориальное море Сирии. 13 декабря 2017 года проект о ратификации Соглашения между Россией и Сирией, предусматривающий расширение территории пункта материально-технического обеспечения флота в Тартусе внесён в Госдуму, в декабре закон был принят Государственной Думой и одобрен Советом Федерации. 29 декабря 2017 года президент России В. Путин подписал Федеральный закон «О ратификации Соглашения между Российской Федерацией и Сирийской Арабской Республикой о расширении территории пункта материально-технического обеспечения Военно-Морского Флота Российской Федерации в районе порта Тартус и заходах военных кораблей Российской Федерации в территориальное море, внутренние воды и порты Сирийской Арабской Республики». По условиям договора, ПМТО ВМФ в Тартусе передается РФ в безвозмездное пользование, получая полный иммунитет от гражданской и административной юрисдикции Сирии. Максимальное количество военных кораблей РФ, которым разрешено одновременное нахождение в пункте — 11 единиц, включая военные корабли с ядерной энергетической установкой. Соглашение рассчитано на 49 лет и автоматически продлевается ещё на 25.
В июле 2017 года на территории пункта впервые проведён военно-морской парад в честь Дня Военно-Морского Флота.
Согласно докладу членов Общественного совета при Минобороны России, посетивших базу в ноябре 2019 года, на ней созданы идеальные бытовые условия для личного состава.
На территории пункта материально-технического обеспечения построен храм Святого праведного воина Фёодора Ушакова; 31 октября 2020 года перед входом установлен бюст адмирала Ушакова.

### С 2024 года
В конце 2024 года, после стремительного наступления сил сирийской оппозиции, повстанцы сумели взять под контроль Аллеппо, Хаму, Хомс. 8 декабря оппозиционные силы взяли столицу государства — Дамаск, что ознаменовало конец правления Башара Асада в стране. Вооружённые силы Сирии объявили о капитуляции.
На фоне успехов оппозиции стали поступать сообщения о эвакуации российских войск с военных баз в Сирии. На спутниковых снимках установили[кто?], что российские корабли покинули базу в Тартусе. В тоже время глава МИД РФ Сергей Лавров отверг эти заявления, назвав это «военными учениями».
По данным космического наблюдения установлено, что 9 декабря 2024 года российские корабли, ранее размещённые в ПМТО в Тартусе, находились в море на расстоянии около 8 км от берега. 21 января 2025 года в порт Тартуса был допущен корабль Оборонлогистики Sparta II, по прибытии он начал вывозить военную технику.

## Перспективы
По заявлениям Кремля, Россия предприняла необходимые шаги для «установления контактов с сирийскими силами, способными обеспечить безопасность [российских] военных баз». По мнению наблюдателей, группировка «Хайят Тахрир аш-Шам», вероятно, могла позволить России сохранить ПМТО в Тартусе в обмен на оружие, дипломатическую поддержку или иные встречные услуги — в частности обсуждалась выдача скрывшегося в России беглого экс-президента Сирии Башара Асада.
По состоянию на 23 января 2025 года новые сирийские власти уже расторгли соглашение на аренду гражданской части порта, заключённое между Россией и прошлым правительством Сирии. Что, однако, не означало намерений нынешних властей на ликвидацию военной базы.

## Инциденты
В 2010 году, во время своей инспекционной поездки на базу Тартус утонул во время купания заместитель начальника ГРУ (российской военной разведки) генерал-майор Юрий Иванов. Некоторые СМИ на основе анализа данных предположили, что Иванова убили. Его тело обнаружили 16 августа 2010 года выброшенным морем на берег на побережье Средиземного моря в турецкой провинции Хатай, которая граничит с Сирией.

## Командиры
- полковник Дмитрий Жаворонков (до 2013 г.) — скончался 15 мая 2013 года, похоронен в Севастополе[49];
- капитан 1 ранга Андрей Гулак (2013—2020)[50].
- капитан 1 ранга Михаил Титов (2020)[32].